# Lijst van voetbalinterlands Anguilla - Cuba (vrouwen)
Deze lijst van voetbalinterlands is een overzicht van alle officiële voetbalinterlands tussen de nationale vrouwenteams van Anguilla en Cuba. De landen hebben tot nu toe één keer tegen elkaar gespeeld. 

## Wedstrijden
| № | Plaats        | Datum       | Competitie           | Wedstrijd       | Uitslag |
| - | ------------- | ----------- | -------------------- | --------------- | ------- |
| 1 | San Cristóbal | 13 mei 2018 | WK 2019 kwalificatie | Cuba − Anguilla | 4 − 0   |

## Samenvatting
| Competitie      | Totaal gespeeld | Winst Anguilla | Gelijk | Winst Cuba | Doelsaldo Anguilla – Cuba |
| --------------- | --------------- | -------------- | ------ | ---------- | ------------------------- |
| WK kwalificatie | 1               | 0              | 0      | 1          | 0 − 4                     |
| Totaal          | 1               | 0              | 0      | 1          | 0 − 4                     |

AFA · A-internationals · Anguillaans mannenelftal
· 2004 – 2009 · 2010 – 2019 · 2020 – 2029
Amerikaanse Maagdeneilanden ·
Antigua en Barbuda ·
Aruba ·
Barbados · 
Britse Maagdeneilanden ·
Cuba ·
Curaçao ·
Dominicaanse Republiek ·
Grenada ·
Kaaimaneilanden ·
Mexico ·
Puerto Rico ·
Saint Kitts en Nevis ·
Suriname